# Jacob Israël de Haan
Jacob Israël de Haan (31 de diciembre de 1881 – 30 de junio de 1924) fue un abogado, diplomático, periodista y poeta judío de nacionalidad neerlandesa. Fue asesinado en Jerusalén por la Haganá, una organización paramilitar sionista, el 30 de junio de 1924 debido a su actividad política opuesta al sionismo. Este hecho ocurrió cuando salía de la sinagoga Shaarei Zedek en la calle Jaffa, en Jerusalén.

## Biografía
De Haan nació en Smilde, un pueblo de Drente, provincia situada al sur de los Países Bajos, y creció en Zaandam. Tuvo diecisiete hermanos y recibió una educación judía tradicional. Su padre, Yitzchak HaLevi de Haan, fue jazán, cantor en la sinagoga y shojet kosher (matarife ritual). Una de sus hermanas, Carry (1 de enero de 1881 - 16 de noviembre de 1932), fue una importante autora neerlandesa conocida por su nombre de casada Carry van Bruggen.
De Haan trabajó como profesor y estudió derecho entre 1903 y 1909. Escribió en publicaciones socialistas y otras revistas durante estos años. Fue amigo de Frederik van Eeden y Arnold Aletrino, escritores neerlandeses de la escuela Tachtiger y de Georges Eekhoud, un escritor belga.
En 1904, mientras vivía en Ámsterdam, escribió su novela Pijpelijntjes ("Líneas desde Pijp"), que resultó polémica porque algunos la interpretaron como una autobiografía gay, de su relación con Aletrino en el barrio obrero Pijp de Ámsterdam. El homoerotismo del libro, muy impactante a principios del siglo XX, hizo que fuera despedido de su trabajo como docente y apartado de los círculos políticos social-demócratas.
En 1907 se casó con Johanna van Maarseveen, una doctora no judía, pero se cree que el matrimonio fue una relación platónica. Se separaron en 1919 pero nunca se divorciaron oficialmente.

## Trabajo en favor de los presos judíos rusos
En 1912, de Haan hizo algunos viajes a Rusia y visitó varias cárceles de ese país, con el fin de estudiar la situación de los presos políticos en Rusia. Publicó sus impactantes conclusiones en su libro 'En las cárceles rusas' (1913). También fundó un comité, junto con el escritor holandés Frederik van Eeden y la poetisa holandesa Henriette Roland Holst, cuyo objetivo era recoger firmas para inducir especialmente a Francia y Gran Bretaña, por entonces aliadas de Rusia, a presionar a Rusia para que aliviara la suerte de los presos. En una publicación de Amnistía Internacional se le describiría, debido a estas actividades, como "un precursor de Amnistía Internacional".

## Emigración a Palestina

### Inicios sionistas
Hacia 1910, De Haan se empezó a interesar por la doctrina de la Tierra de Israel y el sionismo. Escribió extensamente sobre estos temas. 

### Fase religiosa y antisionista
En 1919 emigró a Jerusalén, en ese momento aún parte del Imperio otomano, un año antes del establecimiento del mandato británico. Impartió clases en una nueva facultad de derecho, la Jerusalem Law Classes, creada por el Gobierno británico de Palestina en 1920, y envió artículos al Algemeen Handelsblad ("Diario General de Comercio"), uno de los diarios holandeses más importantes, y al De Groene Amsterdammer ("El Semanario Verde de Ámsterdam"), un semanario liberal. De Haan se comprometió rápidamente con la religión. Le irritaban las negativas sionistas a cooperar con los árabes.
Al principio se alineó con el sionismo religioso y el movimiento Mizrachi, pero tras conocer al rabino Yosef Chaim Sonnenfeld, líder de la comunidad judía haredi ultraconservadora, se convirtió en el portavoz político de los haredim en Jerusalén. Fue elegido secretario político del consejo de la comunidad ortodoxa, Vaad Ha'ir. De Haan se esforzó por que los líderes árabes permitieran la inmigración judía sin restricciones a Palestina a cambio de que la comunidad judía renunciara a la Declaración Balfour.
Durante este tiempo se afirma que siguió manteniendo relaciones con hombres, incluidos árabes. En uno de sus poemas se pregunta si sus visitas al Muro de las Lamentaciones estaban motivadas por un deseo de Dios o de los muchachos árabes que allí se encontraban.
La clase dirigente sionista secular no permitió que la comunidad haredí establecida en Palestina estuviera representada en la Agencia Judía en la década de 1920. En respuesta, los haredim fundaron una rama de la organización política Agudath Israel en Jerusalén para representar sus intereses en la Palestina del Mandato. El líder de los judíos haredíes en Palestina en aquella época, el rabino Yosef Chaim Sonnenfeld, eligió a de Haan para organizar y representar la posición haredí como su ministro de Asuntos Exteriores, en un nivel diplomático igual al de los sionistas laicos. Cuando Lord Northcliffe, un editor británico, estaba a punto de visitar Palestina, de Haan fue a Alejandría (Egipto) para presentarle el punto de vista de los haredim de Palestina antes de que llegara a Palestina:

Habló de la tiranía del movimiento sionista oficial. Los periodistas del partido Northcliffe informaron alegremente de todo ello en su país. Como resultado de este contacto, De Haan fue nombrado corresponsal del Daily Express, un periódico de un penique que hacía mucho de los escándalos cotidianos. Ya en los círculos holandeses era el reputado volksverrader, traidor de su propio pueblo, y ahora sus opiniones se extendían por toda Gran Bretaña y su Imperio Global. Aunque sus mensajes eran breves y escasos en comparación con sus artículos en el Handelsblad (las noticias de Oriente Próximo en el Daily Express se ocupaban más de los misterios de la tumba de Tutankamón en el Valle de los Reyes de Egipto que de la intrincada política palestina), las autoridades sionistas tanto en Palestina como en Londres empezaron a preocuparse mucho. Había un gran peligro potencial en estos informes críticos de un judío que realmente vivía y trabajaba justo en este punto caliente.

 De Haan, hablando en nombre de Agudath Israel, se opuso también a que las autoridades británicas asignaran beneficios separados al Yishuv dirigido por los sionistas.
En agosto de 1923, De Haan se reunió en Amán con el líder hachemita, el emir Hussein bin Ali, y su hijo, el emir Abdullah, futuro rey de la Transjordania independiente, buscando su apoyo para el Antiguo Yishuv (la comunidad judía pre-sionista de Tierra Santa). Explicó la oposición de los judíos haredíes a los planes sionistas de fundar un Estado, y el apoyo haredí al establecimiento de un Estado palestino oficial dentro del emirato de Transjordania como parte de una federación. De Haan hizo planes para viajar a Londres en julio de 1924 con una delegación haredí para argumentar contra el sionismo.

## Asesinato

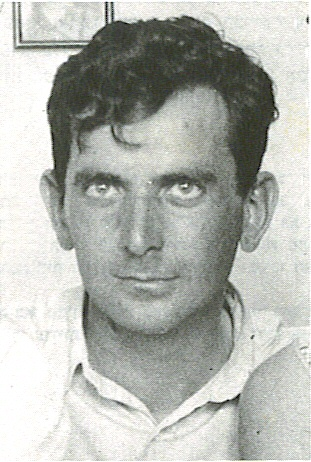
Avraham Tehomi asesino de Jacob Israël de Haan

Poco antes de partir hacia Londres, en la madrugada del 30 de junio de 1924, De Haan fue asesinado en Jerusalén por la Haganá. Cuando salía de la sinagoga del hospital Shaare Zedek, en la calle Jaffa, Avraham Tehomi se le acercó y le preguntó la hora. Tehomi le disparó tres veces y huyó del lugar. De Haan murió minutos después.
Al principio, la sociedad judía palestina, el Yishuv, aceptó de buen grado la teoría de que había que culpar del asesinato a los árabes. No dudaron de las garantías de los dirigentes sionistas de que no habían participado en él. Con el tiempo, sin embargo, empezaron a surgir dudas.
En 1952, Yosef Hecht, el primer comandante de la organización paramilitar sionista Haganá, le confesó al historiador oficial de la Haganá lo que había ocurrido en realidad. Hecht discutió con Zacarías Urieli, el comandante de la Haganá en Jerusalén, cómo frenar la actividad antisionista planeada por De Haan en Londres. Decidieron asesinarlo. Dos miembros de la Haganá, Avraham Tehomi y Avraham Krichevsky, fueron seleccionados para la tarea. Según Hecht, no informó a la dirección civil del Yishuv hasta después del asesinato, cuando se puso en contacto con Yitzhak Ben-Zvi, un alto miembro del Consejo Nacional. Hecht declaró que "no se arrepentía y que lo volvería a hacer". "Antes de que se publicaran los hechos, el periodista Liel Leibovitz había escrito que, aunque se desconocía la identidad exacta de quién ordenó el asesinato, "hay pocas dudas de que muchos en la cúpula sionista de Jerusalén conocían la propuesta de matar a De Haan -y que ninguno se opuso".
La publicación en 1985 de 'De Haan: El primer asesinato político en Palestina', de Shlomo Nakdimon y Shaul Mayzlish, reavivó el interés por su asesinato. Nakdimon y Mayzlish pudieron localizar a Tehomi, por entonces un hombre de negocios afincado en Hong Kong. Entrevistado por Nakdimon para la televisión israelí, Tehomi afirmó que Yitzhak Ben-Zvi, que más tarde se convertiría en el segundo presidente de Israel (1952-1963), debía haber ordenado el asesinato: "He hecho lo que la Haganah decidió que había que hacer. Y nada se hacía sin la orden de Yitzhak Ben-Zvi... No me arrepiento de nada porque él (De Haan) quería destruir toda nuestra idea del sionismo". Tehomi negó las acusaciones de que el asesinato de De Haan estuviera relacionado con su homosexualidad: "Ni lo he oído ni lo sé", y añadió: "¿Por qué es asunto de alguien lo que hace en su casa?".
Según Gert Hekma, los sionistas difundieron el rumor de que De Haan había sido asesinado por árabes debido a sus relaciones sexuales con chicos árabes.

### Secuelas y conmemoración
De Haan fue enterrado en el Monte de los Olivos. A su funeral asistieron cientos de haredim, junto con representantes sionistas y británicos. Tras el funeral, muchos haredim se aventuraron en el centro de la ciudad para enfrentarse a los sionistas, y apenas fueron contenidos por la policía.
La sede de Agudath Israel recibió las condolencias del gobierno británico de Palestina, de los cónsules francés y español en Jerusalén y de varios telegramas de todo el mundo. En Nueva York, judíos ultraortodoxos hicieron circular folletos en yiddish alabando a De Haan y condenando a los "sionistas sin Torá, que utilizan la violencia para esclavizar a los piadosos". Las autoridades británicas ofrecieron una recompensa por información que condujera a la detención del asesino, pero Tehomi nunca fue capturado. Un joven pionero llamado Yaakov Gussman fue detenido brevemente por la policía británica bajo sospecha de haber llevado a cabo el asesinato, pero fue puesto en libertad por falta de pruebas.
El asesinato causó conmoción en Palestina y Europa. Altos dirigentes sionistas, entre ellos David Ben-Gurión, se culparon mutuamente. Se especuló mucho sobre la identidad del asesino, y se postularon teorías como que era un sionista, un haredi enfurecido por las revelaciones de la homosexualidad de De Haan o un amante árabe. El asesinato de De Haan se considera el primer asesinato político en la comunidad judía de Palestina.
En los círculos Neturei Karta se considera a De Haan un mártir, asesinado por judíos laicos por proteger la religión judía; sin embargo, la mayoría de los haredim retroceden ante su homosexualidad, su cuestionamiento religioso y su intento de coalición con los nacionalistas árabes. Durante la década de 1980, la comunidad Neturei Karta de Jerusalén intentó cambiar el nombre del Jardín Zupnik para conmemorar a De Haan.